# Pentagramska antiprizma
| Uniformna pentagramska antiprizma | Uniformna pentagramska antiprizma                    |
| --------------------------------- | ---------------------------------------------------- |
|                                   |                                                      |
| vrsta                             | prizmatični uniformni polieder                       |
| elementi                          | F = 12, E = 20, V = 10 ({\displaystyle \chi \,} = 2) |
| stranske ploskve na stran         | 10{3} + 2{5/2}                                       |
| Wythoffov simbol                  | \| 2 2 5/2                                           |
| Coxeter-Dinkinov diagram          |                                                      |
| simetrija                         | D5d, [5,2]+, (55) (2*552), red 20                    |
| vrtilna grupa                     | D 5, [5,2]+, (55), red 10                            |
| sklici                            | U79(a)                                               |
| dualni polieder                   | pentagramski trapezoeder                             |
| značilnosti                       | nekonveksna                                          |
| Slika oglišč 3.3.3.5/2            |                                                      |

Pentagramska antiprizma je v geometriji ena izmed neskončne množice nekonveksnih antiprizem, ki jih tvorijo trikotniške stranske ploskve in dva pravilna pokrova iz dveh zvezdnih mnogokotnikov, ki sta v tem primeru pentagrama.
Ta polieder ima oznako (indeks) U79 in spada med uniformne poliedre.

## Slika
| Način prikaza s praznimi središči pentagramov. |